# Schlacht von Kowloon
Kowloon – 1. Chuenpi – 1. Chusan – Damm – 2. Chuenpi – Humen – First Bar Island – Whampoa Island – Broadway – 1. Kanton – 2. Kanton – Sanyuanli – Amoy – 2. Chusan – Zhenhai – Ningbo – Ciqi – Zhapu – Wusong – Zhenjiang – Nerbudda
Die Schlacht von Kowloon war ein kurzes Seegefecht zwischen britischen und chinesischen Kräften in der Perlflussmündung vor Kowloon am 4. September 1839. Die Kampfhandlungen werden als erste Schlacht des Ersten Opiumkriegs gesehen.

## Vorgeschichte
Lin Zexu vertrieb 1839 die Opiumhändler aus Kanton und beschlagnahmte und zerstörte deren Vorräte. Um weiter Druck auf die Briten auszuüben, verbot er den Einheimischen, den britischen Schiffen Proviant zu verkaufen.

## Verlauf
Am 4. September 1839 um vier Uhr früh segelten drei britische Schiffe mit dem Befehlshaber der britischen Flotte in China Charles Elliot nach Kowloon, um Proviant und Wasser zu fassen. Elliot hatte vorher via dem chinesischkundigen Missionar Karl Gützlaff den chinesischen Behörden mitgeteilt, dass seine Schiffe auf eine Verweigerung der Proviantnahme mit militärisches Gewalt reagieren würden.
Am Mittag trafen die drei britischen Schiffe Louisa, Pearl und Volage in Kowloon ein. Die Louisa verfügte über 16, die Pearl über sechs Kanonen. Sie trafen auf einen Teil der Küstenverteidigungsmarine unter dem stellvertretenden Regionalkommandeur Lai Enjue. Diese umfassten drei Kriegsdschunken mit je zehn Kanonen. Die chinesischen Marinekräfte wurden von der Küstenbatterie in Kowloon unterstützt. Da die Chinesen die Briten zu blockieren suchten, eröffneten die britischen Kräfte auf Befehl des Kapitäns der Volage am Mittag das Feuer auf die chinesischen Schiffe. Es entwickelte sich ein mehrstündiges Artillerieduell. Im Laufe der Kampfhandlungen feuerten nur die Louisa und die Pearl sowie zwei nachgebrachte Pinassen. Die Volage selbst nahm nicht an den Kampfhandlungen teil. Die Briten unterbrachen am Nachmittag den Kampf, um Munition zu fassen. Das Artillerieduell setzte sich bis in die Abendstunden fort. Bei Einbruch der Nacht zogen sich die britischen Schiffe von Kowloon zurück.

## Folgen
Der chinesische Sondergesandte in Guangdong – Lin Zexu – berichtete an Kaiser Daoguang, dass seine Soldaten ein Boot versenkt und mindestens 17 britische Soldaten getötet hätten. Er vermeldete zwei Gefallene und vier Verwundete auf der eigenen Seite. Die britische Seite machte keine Angaben zu den chinesischen Verlusten und vermeldete selbst wenige Leichtverwundete.
Nach der Schlacht wurde chinesischen Händlern erlaubt, unter der Hand die britischen Schiffe zu versorgen.